# CEP78
CEP78‏ (Centrosomal protein 78) هوَ بروتين يُشَفر بواسطة جين CEP78 في الإنسان.